# Xiao Junfeng
Xiao Junfeng (kinesiska: 肖俊峰; pinyin: Xiào Jùnfēng) född den 12 juli 1979 i Xi'an, Kina, är en kinesisk gymnast.
Han tog OS-guld i lagmångkampen i samband med de olympiska gymnastiktävlingarna 2000 i Sydney.